# Web Entertainment
Web Entertainment é uma gravadora localizada em Detroit, Estados Unidos. Ela é mais conhecida por produzir os dois primeiros álbuns do rapper Eminem - Infinite e o demo The Slim Shady EP, antes dele entrar para a Aftermath Entertainment de Dr. Dre. A Web Entertainment também é creditada nos outros álbuns de Eminem, pois os Bass Brothers produziram várias de suas faixas. A gravadora também produziu o álbum The Entity de King Gordy.

## Artistas
- Eminem
- King Gordy
- Dina Rae
- Bobby Ray